# Miguel Torres Gómez
Miguel Torres Gómez (Madrid, España, 28 de enero de 1986) es un exfutbolista español. Jugaba de lateral derecho, aunque también podía jugar de central y de lateral izquierdo. Ha trabajado como colaborador en el Chiringuito y Radio Marca. Actualmente es comentarista de La Liga. En la retransmisión del 9 de marzo de 2024 del programa Bailando con las estrellas, Torres y su pareja vencieron a la pareja rival por 3-2 (5 jueces).

## Carrera

### Inicios
Empezó a jugar en las categorías inferiores del Real Madrid C. F. a la edad de 12 años. El 12 de julio de 2007, firmó su primer contrato profesional con el club y se unió al filial, el Real Madrid Castilla C. F..

### Real Madrid C. F.
El 25 de octubre de 2006, debutó con el primer equipo debido a las lesiones de Fabio Cannavaro, Cicinho y Míchel Salgado en un partido de la Copa del Rey ante el Écija Balompié, comenzando como titular. El partido finalizó con un empate a 1. Jugó también la vuelta de ese partido, que acabó con un 5-1 a favor de los blancos. También jugó ante el Real Betis, partido en el que entró sustituyendo a Sergio Ramos en el minuto 80. Utilizó el dorsal número 38 en estos partidos y en el resto de la temporada. 
Su debut en la Liga española se produjo el 14 de enero de 2007 ante el Real Zaragoza y acabó con victoria del Real Madrid por 1-0. En ese partido jugó los 90 minutos. Volvió a jugar ante el RCD Mallorca. El entrenador del equipo en ese momento era Fabio Capello, quien dijo lo siguiente: No es fácil encontrar a un jugador con tanto talento en ataque y defensa como Torres.
El 10 de febrero de 2007, en un partido ante la Real Sociedad, hizo su primera asistencia tras una jugada rápida por la banda izquierda y siendo diestro, realizó un centro con la pierna zurda a Ruud van Nistelrooy, quien cabeceó para marcar adelantándose a la salida del portero. Con este gol, el partido acabó con victoria para el Real Madrid por 2-1.
Su primer partido fue en la jornada 18 y solo se perdió 3 partidos y comenzando como titular en todos) el Real Madrid ganó su trigésima Liga española. Sin embargo, no pudo jugar por una lesión.
Jugó más partidos de Liga en la siguiente temporada, en la que el Real Madrid volvió a ganar la Liga española. Cambió su dorsal al número 22, que había usado anteriormente en la cantera.
En la temporada 2009-10, cambió su dorsal al número 2 debido al fichaje de Michel Salgado por el Blackburn Rovers.

### Getafe C. F.
El 31 de agosto de 2009, fue fichado por el club vecino, el Getafe C. F. con un contrato de 5 años, con una opción de recompra para el Real Madrid en las 2 primeras temporadas.
En la temporada 2011-12, bajo las órdenes del nuevo entrenador del Getafe, Luis García, vio peligrar su puesto debido al fichaje de Juan Valera, pero jugó 20 partidos de Liga. El 16 de abril de 2012, marcó su primer gol en un partido ante el Sevilla FC que acabó con victoria de los madrileños por 5-1.

### Olympiacos F.C.

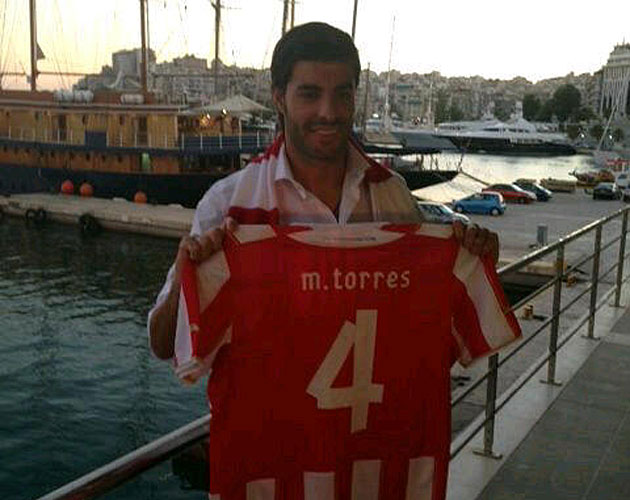
Miguel Torres con la camiseta del Olympiacos

Tras cuatro años en el club azulón rescindió su contrato con el Getafe C. F. El 9 de agosto de 2013, firmó un contrato de 3 temporadas con opción a una cuarta con el club griego Olympiacos Fútbol Club, que entrenaba el español Míchel, clave en el proceso de su fichaje.

### Málaga C.F.
A mediados de agosto de 2014, el jugador fichó por el Málaga.
El 4 de julio de 2019, el jugador anuncia que se retira del fútbol profesional y deja el Málaga.

## Selección nacional
Debutó en 2007 con la selección española sub-21 en un partido ante la selección inglesa sub-21 que acabó con empate a 2.

## Vida personal
En 2018 se confirmó su relación con Paula Echevarría. El 11 de abril de 2021 nació su hijo Miguel.

## Clubes
| Club                  | País   | Año         |
| --------------------- | ------ | ----------- |
| Real Madrid C. F. "C" | España | 2005 - 2006 |
| Real Madrid C. F. "B" | España | 2006 - 2007 |
| Real Madrid C. F.     | España | 2006 - 2009 |
| Getafe C. F.          | España | 2009 - 2013 |
| Olympiacos F. C.      | Grecia | 2013 - 2014 |
| Málaga C. F.          | España | 2014 - 2019 |

## Palmarés

### Campeonatos nacionales
| Título              | Club              | País   | Año  |
| ------------------- | ----------------- | ------ | ---- |
| Liga española       | Real Madrid C. F. | España | 2007 |
| Liga española       | Real Madrid C. F. | España | 2008 |
| Supercopa de España | Real Madrid C. F. | España | 2008 |
| Superliga de Grecia | Olympiacos F. C.  | Grecia | 2014 |

### Campeonatos amistosos
| Título                         | Club         | País   | Año  |
| ------------------------------ | ------------ | ------ | ---- |
| Trofeo Ciudad de Valencia      | Getafe C. F. | España | 2010 |
| Trofeo Ciudad de Valladolid    | Getafe C. F. | España | 2011 |
| Torneo Villa de Leganés        | Getafe C. F. | España | 2011 |
| Trofeo Ayuntamiento de Segovia | Getafe C. F. | España | 2011 |
| Trofeo Colombino               | Getafe C. F. | España | 2012 |
| Trofeo Ayuntamiento de Segovia | Getafe C. F. | España | 2012 |
| Trofeo de Ferias de Toledo     | Getafe C. F. | España | 2012 |
| Trofeo Canal de Castilla       | Getafe C. F. | España | 2012 |
| 90 Aniversario del Real Ávila  | Getafe C. F. | España | 2013 |